# خوسيه أندرادي (لاعب كرة قدم)
خوسيه أندرادي (بالبرتغالية: José Manuel Gomes de Andrade‏) (1 يونيو 1970 في الرأس الأخضر - ) هو لاعب كرة قدم برتغالي في مركز الهجوم. شارك مع منتخب الرأس الأخضر لكرة القدم. أما مع النوادي، فقد لعب مع أفينير بيغين وسبورا لوكسمبورغ وستوك سيتي ونادي أكاديميكا كويمبرا ونادي جل فيسنتي ونادي مايا ‏ وأتلتيكو سبورت أفياتسو وAcadémico de Viseu F.C. ‏.

## وصلات خارجية
- خوسيه أندرادي على موقع قاعدة بيانات كرة القدم.إي يو (الإنجليزية)
- خوسيه أندرادي على موقع ناشيونال فوتبول تيمز (الإنجليزية)